# Athani (Rural), Athni
Athani (Rural) là một làng thuộc tehsil Athni, huyện Belgaum, bang Karnataka, Ấn Độ.